# Палис
Пали́с (фр. Palisse, окс. Paliça) — коммуна во Франции, находится в регионе Лимузен. Департамент — Коррез. Входит в состав кантона Нёвик. Округ коммуны — Юссель.
Код INSEE коммуны — 19157.
Коммуна расположена приблизительно в 390 км к югу от Парижа, в 90 км юго-восточнее Лиможа, в 39 км к северо-востоку от Тюля.

## Население
Население коммуны на 2008 год составляло 231 человек.
| 1962 | 1968 | 1975 | 1982 | 1990 | 1999 | 2008 |
| ---- | ---- | ---- | ---- | ---- | ---- | ---- |
| 244  | 293  | 277  | 260  | 256  | 226  | 231  |

## Администрация
| Период | Период | Фамилия        | Партия                              | Примечания |
| ------ | ------ | -------------- | ----------------------------------- | ---------- |
| 1971   | 1995   | Альбер Узульяс | Французская коммунистическая партия |            |
| 1995   | 2014   | Даниель Гей    | Французская коммунистическая партия |            |

## Экономика
В 2007 году среди 138 человек в трудоспособном возрасте (15-64 лет) 92 были экономически активными, 46 — неактивными (показатель активности — 66,7 %, в 1999 году было 61,7 %). Из 92 активных работали 74 человека (42 мужчины и 32 женщины), безработных было 18 (11 мужчин и 7 женщин). Среди 46 неактивных 13 человек были учениками или студентами, 14 — пенсионерами, 19 были неактивными по другим причинам.

## Достопримечательности
- Церковь Сен-Марсьяль (XII век). Памятник истории с 1976 года[3]